# Keiko Araki
Keiko Araki (荒木恵子?, Araki Keiko; Kumamoto, 3 febbraio 1956) è un'ex cestista giapponese.

## Carriera
Con il Giappone ha disputato i Campionati mondiali del 1979.